# Jelena Lozanić
Jelena Lozanić Frotingham (em inglês Helen Losanitch Frothingham, em sérvio:  Јелена Лозанић Фротингхам ; 12 de março de 1885 - 6 de fevereiro de 1972) foi uma sufragista, ativista dos direitos das mulheres, enfermeira socorrista e escritora. Durante a Primeira Guerra Mundial, ela viajou da Sérvia para os Estados Unidos para conseguir pacotes de ajuda humanitária para ajudar soldados e órfãos. Quando a guerra terminou, ela fundou um orfanato em Guéthary, França, para cuidar dos órfãos da Guerra Civil Espanhola. Ela foi homenageada por seu serviço com o maior prêmio da Sérvia, a Ordem da Águia Branca.

## Biografia
Jelen Lozanić nasceu em em Belgrado, Reino da Sérvia, filha de Stanka (nascida Pačić) e Sima Lozanić .  Sua mãe era parente da influente família sérvia Vučić Perišić e seu pai era químico, presidente da Academia Real da Sérvia e o primeiro reitor da Universidade de Belgrado, que também serviu como Ministro das Relações Exteriores, Ministro da Indústria e diplomata. Ela era a mais nova de três irmãos, entre eles, Ana Marinković (1881-1973), que se tornou uma pintora notável.

## Percurso
Em 1910, Lozanić tornou-se correspondente internacional da Aliança Nacional das Mulheres Sérvias. No mesmo ano, ela participou da Segunda Conferência Internacional de Mulheres Socialistas em Copenhagen, como delegada do Conselho de Mulheres da Sérvia. Participando do 6º Congresso da Aliança Internacional da Mulher (IWSA) em 1911 em Estocolmo, Lozanić foi atraída para as discussões sobre a educação das mulheres e as ligações entre as questões femininas e o ensino na Sérvia.
Entre 1912 e 1913, durante as Guerras dos Balcãs, Lozanić trabalhou no orfanato "Santa Helena" e concluiu um curso de enfermagem para ajudar no atendimento de feridos em um centro de convalescença em Vračar. Em 4 de fevereiro de 1913, ela escreveu uma carta lamentando a incapacidade da Aliança Nacional de Mulheres da Sérvia de enviar delegadas à
Sétima Conferência da IWSA, realizada naquele ano em Budapeste, por causa de um incidente diplomático entre húngaros e sérvios no início do ano. O cabeçalho mostra o nome dela em escrita cirílica e em francês, como Helène Losanitch, mas ela assinou a carta como Ellen.
Em 1914, com a invasão da Sérvia pela Áustria durante a Primeira Guerra Mundial, Losanitch fugiu com sua família para a capital durante a guerra em Niš. Ela trabalhou em um hospital lá, e em novembro de 1914, a Cruz Vermelha Sérvia a indicou como representante para garantir a ajuda humanitária dos Estados Unidos. Ela viajou em janeiro de 1915, fazendo escalas nos Estados Unidos e Canadá. Lozanić retornou à Sérvia apenas para participar com sua família no retiro albanês nas montanhas Prokletije. Estabelecendo uma organização, conhecida como associação de bem-estar infantil da Sérvia, Losanitch fez três viagens às Américas entre 1915 e 1920 para arrecadar fundos e suprimentos para ajudar os refugiados, com alimentos, roupas e suprimentos médicos para combater o tifo e a tuberculose. Ela também trabalhou com o Comitê de Socorro da Sérvia, localizado na Califórnia e no norte da França, para garantir gado leiteiro e grãos para os fazendeiros sérvios.
Em sua casa na Sérvia, Lozanić foi muito ativa na criação de hospitais de campanha. Quando a guerra terminou, ela foi nomeada para chefiar o Comitê de Assistência do Estado e se concentrou principalmente em estabelecer lares para órfãos de guerra.  Ela voltou aos Estados Unidos e conheceu John Whipple Frothingham, um trabalhador da Cruz Vermelha americana que havia sido enviado à Sérvia entre 1917 e 1919. Trabalhando juntos, os dois estabeleceram o Instituto Infantil de Frothingham na Sérvia e fundaram o Instituto Sérvio-Americano da Sérvia. Por seu trabalho humanitário, ela foi condecorada em 1920 com a Ordem da Águia Branca, a maior homenagem da Sérvia.
No final de 1920, Lozanić e Frothingham estavam noivos e o casal se casou em 3 de janeiro de 1921 em uma cerimônia dupla realizada na Catedral Ortodoxa Russa de São Nicolau em Manhattan e na Igreja do Salvador em Brooklyn. Após o casamento, o casal continuou a trabalhar junto em projetos humanitários, morando parte do ano em sua casa em Greenburgh, Condado de Westchester, Nova York, onde sua filha Anna nasceu em 1923,  e outra parte em uma propriedade em Guéthary, no País Basco da França. Durante a Guerra Civil Espanhola, o casal usou sua casa em Guéthary como orfanato e centro para ajudar a reunir crianças separadas com suas famílias. O pai e o marido morreram em 1935, e ela e sua filha voltaram para Greenburgh.
Em 1941, Lozanić fundou o Comitê de Amigos Americanos da Iugoslávia, que mais tarde se tornaria o Fundo de Ajuda Iugoslavo. No final da década de 1940, ela mudou sua casa para Greenwich, Connecticut, e retomou as viagens entre os Estados Unidos e a França. Em 1970, ela publicou Missão para a Sérvia: Cartas da América e Canadá, uma coleção de cartas que foram enviadas para sua família durante os seis anos em que ela viajou fazendo trabalho de ajuda de guerra durante a Primeira Guerra Mundial.
Jelen Lozanić morreu na França em 6 de fevereiro de 1972  e é lembrada como um exemplo de patriotismo e serviço na Sérvia.